# Gericht Freiensteinau
Das Gericht Freiensteinau, später: Amt Freiensteinau, war aufeinanderfolgend ein Amt der Herrschaft Riedesel und im Großherzogtum Hessen.

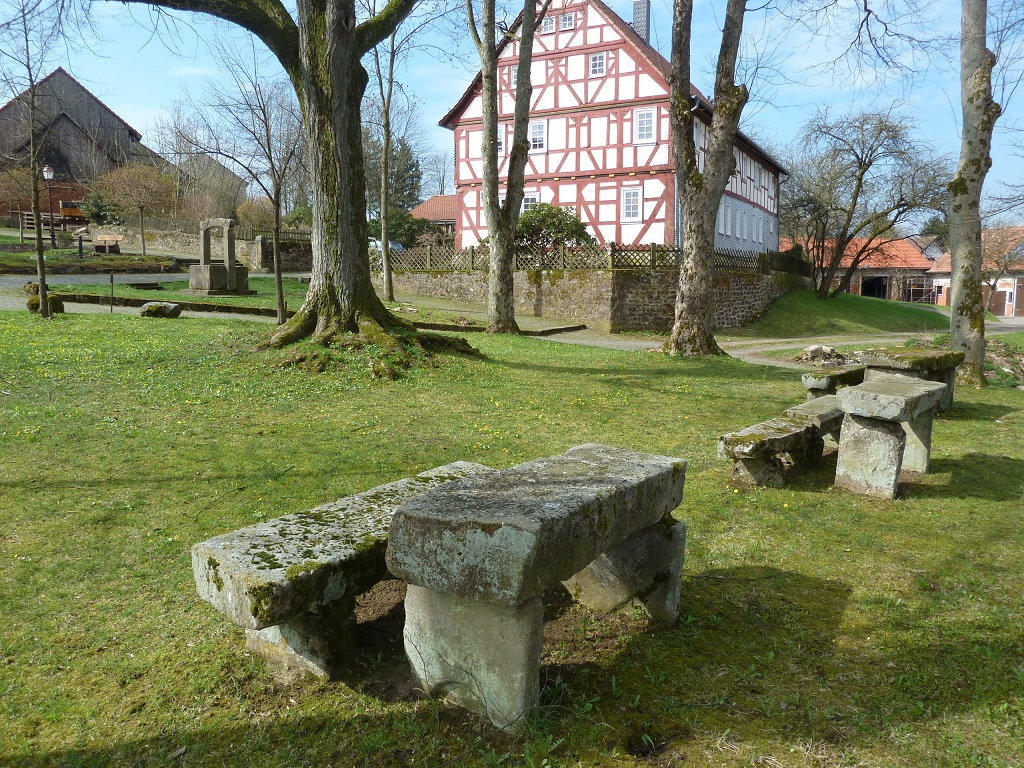
Historischer Gerichtsplatz in Freiensteinau in Hessen, im Hintergrund das Pfarrhaus.

## Funktion
In der Frühen Neuzeit waren Gerichte bzw. Ämter eine Ebene zwischen den Gemeinden und der Landesherrschaft. Die Funktionen von Verwaltung und Rechtsprechung waren hier nicht getrennt. Dem Amt stand ein Amtmann vor, der von der Landesherrschaft eingesetzt wurde. 

## Geschichte

### Mittelalter und frühe Neuzeit
Das Gericht war ursprünglich ein Lehen des Abts von Fulda. Das Bemühen der Riedesels um Selbstständigkeit führte in den Jahren 1465–1471 zu Fehden zwischen der dem Hochstift Fulda und den Riedesel. 1527 schlossen sich die Riedesels der Reformation an und die Konflikte mit dem weiterhin römisch-katholischen Fulda eskalierten. Insbesondere Fuldas Patronatsrechte wurden nun von den Riedesel nicht mehr anerkannt. 1605 ließen Riedesel den von Fulda ernannten Pfarrer in Freiensteinau verhaften und ausweisen. 1606 scheiterte der Versuch Fuldas, in Freiensteinau die Erbhuldigung zu erreichen.
Auch um die Landeshoheit im Amt Freiensteinau wurde gestritten, vor dem Reichskammergericht. Dieses erkannte schlussendlich die Hoheitsrechte der Riedesels an. Am 30. August 1684 wurde der jahrhundertelange Streit, bei dem es um noch mehr ging als das Gericht Freiensteinau, mit einem Rezess zwischen den Freiherren von Riedesel und dem Abt von Fulda beendet. In diesem Vergleich wurden die Orte Hauswurz, Rebsdorf und Neustädel aus dem Gericht Freiensteinau herausgelöst und Fulda zugesprochen, auch Bede und Amtsgericht verblieben im gesamten Gericht bei Fulda, im Übrigen aber wurde die Hoheit der Riedesel durch die Abtei anerkannt.
Im Amt Freiensteinau galten seit dem 18. Jahrhundert die Riedesel’schen Verordnungen als Partikularrecht. Regelten die Verordnungen einen Sachverhalt nicht, galt subsidiär Gemeines Recht. Die Riedesel’schen Verordnungen behielten ihre Geltung auch während der Zugehörigkeit zum Großherzogtum Hessen im 19. Jahrhundert, bis sie zum 1. Januar 1900 von dem einheitlich im ganzen Deutschen Reich geltenden Bürgerlichen Gesetzbuch abgelöst wurden, auch wenn sie am Ende des 19. Jahrhunderts in der Praxis nur noch sehr beschränkt angewendet wurden.

### Neuzeit
Die Herrschaft Riedesel wurde im Zuge der Gründung des Rheinbundes 1806 überwiegend vom Großherzogtum Hessen annektiert. Das Amt Freiensteinau hatte auch in dem neuen Staat Bestand. Das Großherzogtum gliederte das Amt Freiensteinau seiner Provinz Oberhessen ein. Dabei blieben die angestammten Herrschaftsrechte der Herren von Riedesel in dem Amt gewahrt. Ihre Rechte als Patrimonialgerichtsherren behielten sie weiter. Das Amt gehörte damit zu den sogenannten „Souveränitätslanden“ im Großherzogtum Hessen, da die Herren von Riedesel in ihrem angestammten Territorium weiter hoheitliche Rechte in Verwaltung und Rechtsprechung ausübten.
Ab 1820 kam es im Großherzogtum Hessen zu Verwaltungsreformen. Ab 1821 wurden auch auf unterer Ebene Rechtsprechung und Verwaltung getrennt und alle Ämter aufgelöst. Für die bisher durch die Ämter wahrgenommenen Verwaltungsaufgaben wurden Landratsbezirke geschaffen, für die erstinstanzliche Rechtsprechung Landgerichte. Im Bereich des Amtes Freiensteinau wurden die Aufgaben, die das Amt bisher in der Verwaltung wahrgenommen hatte, auf den neu gebildeten Landratsbezirk Herbstein, die Aufgaben, die es in der Rechtsprechung wahrgenommen hatte, auf das Landgericht Altenschlirf übertragen.

## Bestandteile
Zum Amt Freiensteinau gehörten:
- Fleschenbach[9],
- Freiensteinau[10],
- Gunzenau[11],
- Hauswurz (ausgeschieden mit dem Rezess von 1684[12])
- Holzmühl[13],
- Metzlos[14],
- Metzlos-Gehaag[15],
- Neustädel (ausgeschieden mit dem Rezess von 1684[16])
- Nieder-Moos[17],
- Ober-Moos[18],
- Radmühl[19] (zur Hälfte[20])
- Rebsdorf (ausgeschieden mit dem Rezess von 1684[21])
- Reichlos[22],
- Salz[23],

Das Gebiet des Amtes Freiensteinau lag am Ende des Alten Reichs auf einem Gebiet, das heute zu den Gemarkungen der heutigen Gemeinden Freiensteinau und Grebenhain gehört. Die 1684 ausgeschiedenen Dörfer dagegen lagen in den Gemarkungen der heutigen Gemeinden Neuhof bei Fulda, Steinau an der Straße.